# Słownik chazarski
Słownik chazarski (pełny tytuł: Słownik chazarski: Powieść-leksykon w stu tysiącach słów, serb. Хазарски речник lub Hazarski rečnik) – powieść autorstwa serbskiego pisarza Milorada Pavicia, wydana w 1984.
Słownik chazarski to debiutancka powieść Pavicia. Nazywana jest także powieścią-leksykonem. Składają się na nią dwa tomy – egzemplarz męski i żeński, jednak ich treść różni się jedynie jednym akapitem. Akapit ten został wydrukowany kursywą na stronie 267 pierwszego polskiego wydania (tCHu, Warszawa 1993) oraz na stronie 273 w wydaniu drugim (tCHu, Warszawa 2004). Słownik chazarski nie ma linearnej fabuły, ani jednolitego czasu akcji. Centralnym wydarzeniem przedstawionym w książce jest dokonana na przełomie VIII i IX wieku konwersja elity Chazarów na judaizm. Poprzedzić ją miała dysputa, w której swe racje ogłosili przedstawiciele chrześcijaństwa, islamu i judaizmu.
Większość postaci i wydarzeń opisanych w powieści jest całkowicie fikcyjna. Także zwyczaje przypisywane w książce Chazarom (i innym bohaterom) czasem nie są poparte historycznymi dowodami, Pavić przedstawia je w taki sposób, jakby miały miejsce w rzeczywistości. Służy temu m.in. system odnośników, kierujących do trzech mini-leksykonów: chrześcijańskiego, muzułmańskiego oraz hebrajskiego. Mieszanie fikcji z rzeczywistością, ale także skłonność do intelektualnych (filozoficznych) gier oraz baśniowo-magiczny klimat Słownika chazarskiego, sprawiły, że książka bywa porównywana z twórczością Borgesa czy Umberto Eco.